# Thraulodes bomplandi
Thraulodes bomplandi is een haft uit de familie Leptophlebiidae. De wetenschappelijke naam van de soort is voor het eerst geldig gepubliceerd in 1912 door Esben-Petersen als Thraulus bomplandi.
De soort komt voor in het Neotropisch gebied.